# Sant Sadurní d'Enveig
Sant Sadurní d'Enveig és l'església parroquial del poble i comuna cerdana d'Enveig, a la Catalunya del Nord.

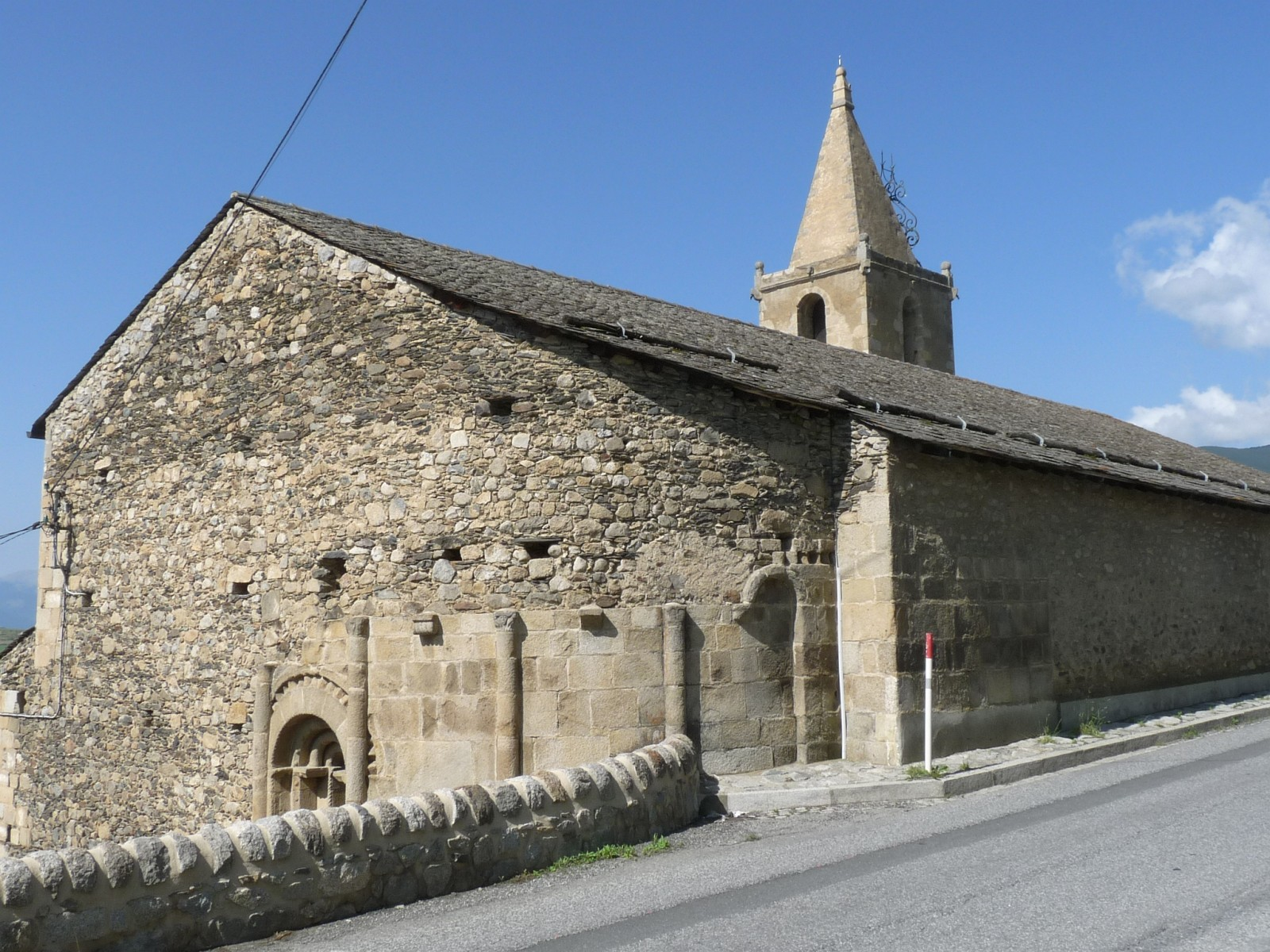
L'església de Sant Sadurní

Està situada al nord del nucli vell d'Enveig, al costat de migdia de la carretera N - 20 i una mica per dessota del nivell d'aquest vial. És també a ran del Canal de Puigcerdà, en part soterrat per la carretera. Antigament tenia el cementiri davant i al costat sud del temple, però l'actual ha estat traslladat més a llevant, fora del nucli urbà i al costat nord de la carretera.

## Història

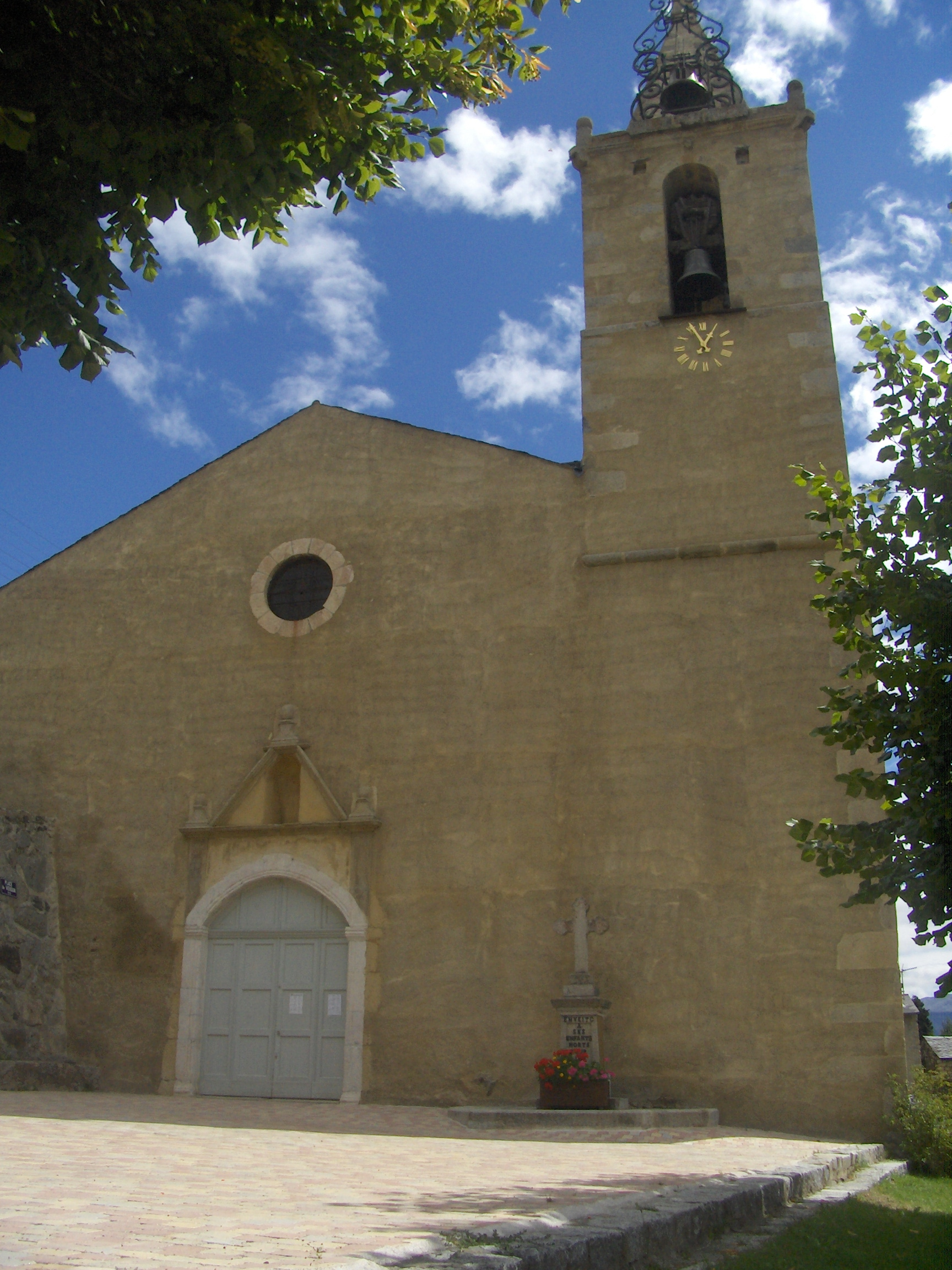
Façana occidental de l'església

És esmentada per primer cop en el testament de Ramon d'Enveig, que el 1121 deixà una borda amb totes les seves pertinences a "Sancti Saturnini de Eveg". L'església és de finals del segle xii o començaments del XIII, però fou profundament modificada els segles xvii i XVIII. El 4 de setembre del 1936, la finestra absidal romànica va ser declarada monument històric de França.
Com totes les esglésies de la Cerdanya, fins a l'any 1803 pertangué al Bisbat d'Urgell.

## Mobiliari
L'interior conserva una col·lecció de retaules barrocs molt interessants; el dedicat a sant Sadurní es considera obra del 1760, de Lluís Baixa i Pau Sunyer.

## Arquitectura

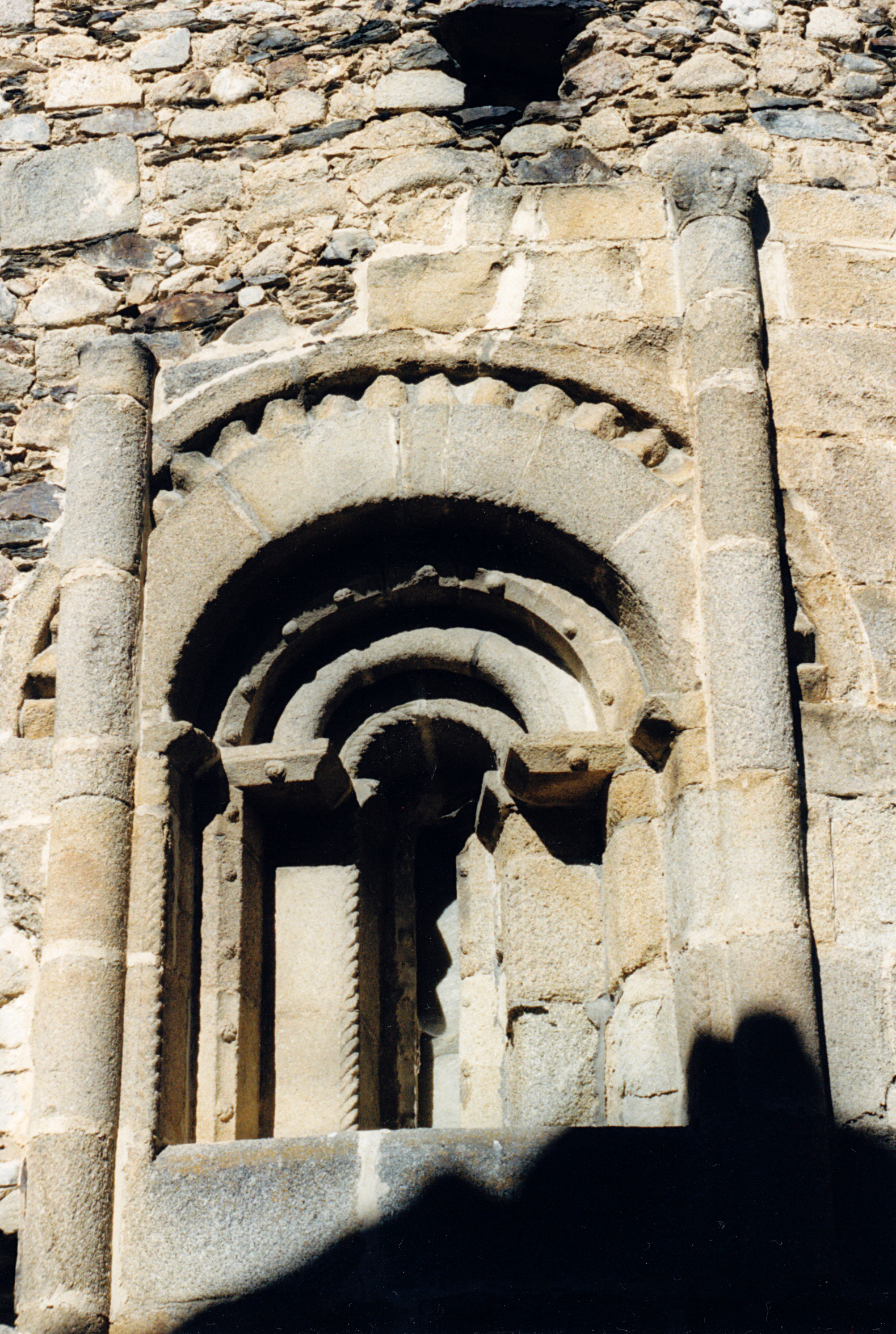
Finestra absidal de Sant Sadurní d'Enveig

Els únics vestigis que romanen de la primitiva església romànica són un fragment de l'absidiola i la molt notable finestra de l'absis. Aquesta, que ha romàs en un estat de conservació força bo, consta de tres arquivoltes en degradació emmarcades per dues columnes. L'arquivolta interior està decorada amb una trena a les arestes, mentre que la segona arquivolta té les arestes bisellades i decorades amb una mena de boles esculpides. La volta exterior, la més gran, té les arestes en forma de trena i està rematada per un fris en arc amb dibuix de dents de serra, travessat parcialment per les dues columnes de banda i banda de la finestra.